# 老残安宅摩崖石刻
“老残安宅”摩崖石刻位于浙江省海宁市东山东麓，在徐志摩墓遗址上方的一片丛林之中。石刻所在的主体是一块高约5米的红褐色巨石，巨石上部辟出一片截面，底长0.5米、高1.5米，从上至下写有“老残安宅”四字。摩崖之下原有石碑及白梅树林，现已被毁。
一般认为，该石刻乃王国维好友、《老残游记》作者刘鹗留下的墨宝，但也有人认为石刻作者是自号“老残”的海宁人吴小鲁。